# Primera División C 2015
El campeonato de la Primera División C 2015 del fútbol paraguayo, denominado "Centenario del Pilcomayo FBC" fue la décima novena competencia oficial de la Primera División C como Cuarta División organizada por la Asociación Paraguaya de Fútbol. El club 1° de Marzo que terminó en la última posición en la temporada pasada fue desprogramado para este campeonato. El campeonato se inició el sábado 9 de mayo y finalizó el 27 de septiembre. Se consagró campeón el club Recoleta que derrotó en la final al club Ameliano, ambos equipos ascendieron a la Primera División B, tercera división del fútbol paraguayo.
El club General Caballero SF terminó último en la tabla de promedios por lo que quedará desprogramado en la siguiente temporada. Fue goleador del campeonato Marco Caballero del club Ameliano, con 15 tantos. 

## Sistema de competición
Como primera fase se juegan partidos de todos contra todos a una sola rueda, tras la cual los ocho mejores clasifican a la segunda etapa. Los clasificados disputan los cuartos de final, en el formato del 1º vs 8º, 2º vs 7º, 3º vs 6º, 4º vs 5º con la ventaja deportiva para los mejores clasificados; es decir, si los partidos de cuartos de final terminan en empate de puntos y goles, clasifica el mejor posicionado en la primera fase, los ganadores pasan a las semifinales (a partir de esta etapa ya no se tiene en cuenta la ventaja deportiva). Luego, los que triunfan en semifinales se ganan el ascenso a la Primera B y juegan las dos finales para conocer al campeón.
La cantidad de equipos es de 15 para esta temporada, finalmente se definió la inclusión del General Caballero SF que debía volver tras su desprogramación por terminar último en la temporada 2013, en cambio el Nikkei Bellmare no fue admitido de nuevo por haberse convertido en un club privado.
En caso de paridad de puntos entre dos contendientes en zona de ascenso o descenso, se definirán los puestos en un partido extra. De existir más de dos en disputa, se resuelve según los siguientes parámetros:
1) saldo de goles;
2) mayor cantidad de goles marcados;
3) mayor cantidad de goles marcados en condición de visitante;
4) sorteo.

## Producto de la clasificación
- El torneo coronará el 19º campeón en la historia de la Primera División C.

- Tanto el campeón como el subcampeón del torneo obtendrán directamente su ascenso a la Primera División B.

- El equipo que obtenga el menor puntaje en la tabla de promedios será desprogramado de la temporada siguiente y solo podrá volver para el campeonato del 2017.

## Ascensos y descensos
| Ascendidos a Primera B                                     |
| ---------------------------------------------------------- |
| Fulgencio Yegros (Campeón de la Primera División C)        |
| General Caballero CG (Subcampeón de la Primera División C) |

| Desprogramado por una temporada                    |
| -------------------------------------------------- |
| 1º de Marzo (Peor promedio de la temporada pasada) |

| Desprogramados que retornan                         |
| --------------------------------------------------- |
| General Caballero SF (Desprogramado temporada 2013) |

| Descendidos de Primera B                         |
| ------------------------------------------------ |
| Atlántida (Penúltimo en la temporada pasada)     |
| Presidente Hayes (Último en la temporada pasada) |

## Equipos participantes
| Equipo               | Fundación               | Ciudad                  | Estadio                      | Capacidad |
| -------------------- | ----------------------- | ----------------------- | ---------------------------- | --------- |
| 12 de Octubre SD     | 12 de octubre de 1922   | Asunción                | Rafael Giménez               | 2000      |
| Ameliano             | 6 de junio de 1936      | Asunción                | José Tomás Silva             | 2000      |
| Atlántida            | 23 de diciembre de 1906 | Asunción                | Flaviano Díaz                | 1000      |
| Sport Colonial       | 11 de marzo de 1925     | Asunción                | Celestino Mongelós           | 600       |
| Cristóbal Colón JAS  | 12 de octubre de 1913   | Julián Augusto Saldívar | Herminio Ricardo             | 3000      |
| Humaitá              | 19 de febrero de 1932   | Mariano Roque Alonso    | Pioneros de Corumba Cué      | 7000      |
| Juventud             | 28 de agosto de 1920    | Asunción                | Juventud                     | 2000      |
| Pilcomayo            | 9 de junio de 1915      | Mariano Roque Alonso    | Agustín Báez                 | 800       |
| Pinozá               | 1 de noviembre de 1921  | Asunción                | Alfredo Stroessner           | 80        |
| Presidente Hayes     | 8 de noviembre de 1907  | Asunción                | Coronel Félix Cabrera        | 5000      |
| Recoleta             | 12 de febrero de 1931   | Asunción                | Roque Battilana              | 6000      |
| Silvio Pettirossi    | 11 de marzo de 1925     | Asunción                | Bernabé Pedrozo              | 4000      |
| Tembetary            | 3 de agosto de 1912     | Asunción                |                              |           |
| Valois Rivarola      | 12 de julio de 1936     | Asunción                | Gregorio Sarubbi             | 500       |
| General Caballero SF | 1 de mayo de 1947       | Asunción                | General Bernardino Caballero | 500       |

### Distribución geográfica de los equipos
| Departamento         | #  | Clubes |
| -------------------- | -- | --- |
| Distrito Capital     | 12 | 12 de Octubre SD, Ameliano, Atlántida, Colonial, Juventud, Pinozá, Pte. Hayes, Recoleta, Silvio Pettirossi, Tembetary, Valois Rivarola, General Caballero SF |
| Departamento Central | 3  | Humaitá y Pilcomayo (Mariano Roque Alonso); Cristóbal Colón (J. Augusto Saldívar).                                                                           |

## Primera fase
Los 8 mejores ubicados en la tabla de la primera fase clasificarán para los cuartos de final en el formato 1º vs 8º, 2º vs 7º, 3º vs 6º y 4º vs 5º.

### Tabla de posiciones
- Actualizado el 16 de agosto de 2015.

| Pos | Equipo               | PJ | G  | E | P  | GF | GC | S   | Pts |
| --- | -------------------- | -- | -- | - | -- | -- | -- | --- | --- |
| 1º  | 12 de Octubre SD     | 14 | 10 | 3 | 1  | 32 | 23 | 9   | 33  |
| 2º  | Presidente Hayes     | 14 | 9  | 3 | 2  | 22 | 9  | 13  | 30  |
| 3º  | Recoleta             | 14 | 9  | 2 | 3  | 24 | 10 | 14  | 29  |
| 4º  | Atlántida            | 14 | 8  | 4 | 2  | 23 | 14 | 9   | 28  |
| 5º  | Ameliano             | 14 | 8  | 3 | 3  | 27 | 20 | 7   | 27  |
| 6º  | Cristóbal Colón JAS* | 14 | 8  | 2 | 4  | 31 | 20 | 11  | 26  |
| 7º  | Juventud*            | 14 | 7  | 5 | 2  | 23 | 9  | 14  | 26  |
| 8º  | Valois Rivarola      | 14 | 6  | 5 | 3  | 18 | 13 | 5   | 23  |
| 9º  | Pilcomayo            | 14 | 4  | 3 | 7  | 12 | 19 | -7  | 15  |
| 10º | Humaitá              | 14 | 3  | 4 | 7  | 16 | 22 | -6  | 13  |
| 11° | Pinozá               | 14 | 3  | 2 | 9  | 15 | 26 | -11 | 11  |
| 12º | Silvio Pettirossi    | 14 | 2  | 4 | 8  | 25 | 36 | -11 | 10  |
| 13º | General Caballero SF | 14 | 2  | 2 | 10 | 15 | 28 | -13 | 8   |
| 14º | Tembetary            | 14 | 1  | 4 | 9  | 16 | 31 | -15 | 7   |
| 15º | Sport Colonial       | 14 | 1  | 2 | 11 | 15 | 34 | -19 | 5   |

* Al terminar dos equipos con la misma puntuación se juega un partido de desempate.
|  | Clasificados a cuartos de final. |

### Resultados
| Pilcomayo                | 0 - 0 | Pinozá               | Agustín Báez     | 9 de mayo  |
| Silvio Pettirossi        | 1 - 2 | Atlántida            | Bernabé Pedrozo  | 10 de mayo |
| Recoleta                 | 1 - 0 | General Caballero SF | Roque Battilana  | 10 de mayo |
| Cristóbal Colón JAS      | 2 - 0 | Valois Rivarola      | Herminio Ricardo | 10 de mayo |
| Sport Colonial           | 1 - 2 | Ameliano             | Bernabé Pedrozo  | 13 de mayo |
| Tembetary                | 1 - 1 | Humaitá              | Agustín Báez     | 13 de mayo |
| Juventud                 | 1 - 0 | Presidente Hayes     | Juventud         | 13 de mayo |
| Libre: 12 de Octubre SD. |       |                      |                  |            |

| Ameliano                 | 3 - 2 | Silvio Pettirossi   | José Tomás Silva        | 16 de mayo |
| Atlántida                | 2 - 1 | Recoleta            | Flaviano Díaz           | 16 de mayo |
| General Caballero SF     | 1 - 5 | Cristóbal Colón JAS | Bernabé Pedrozo         | 16 de mayo |
| Valois Rivarola          | 3 - 1 | Tembetary           | Gregorio Sarubbi        | 17 de mayo |
| Humaitá                  | 1 - 1 | Juventud            | Pioneros de Corumba Cué | 20 de mayo |
| Pinozá                   | 2 - 0 | Sport Colonial      | Roque Battilana         | 20 de mayo |
| 12 de Octubre SD         | 3 - 2 | Pilcomayo           | Rafael Giménez          | 20 de mayo |
| Libre: Presidente Hayes. |       |                     |                         |            |

| Presidente Hayes    | 2 - 1 | Humaitá              | Coronel Félix Cabrera   | 23 de mayo |
| Silvio Pettirossi   | 3 - 5 | Pinozá               | Bernabé Pedrozo         | 23 de mayo |
| Tembetary           | 1 - 1 | General Caballero SF | Pioneros de Corumba Cué | 23 de mayo |
| Cristóbal Colón JAS | 3 - 1 | Atlántida            | Herminio Ricardo        | 24 de mayo |
| Recoleta            | 3 - 0 | Ameliano             | Roque Battilana         | 3 de junio |
| Sport Colonial      | 1 - 2 | 12 de Octubre SD     | Bernabé Pedrozo         | 3 de junio |
| Juventud            | 0 - 1 | Valois Rivarola      | Juventud                | 3 de junio |
| Libre: Pilcomayo.   |       |                      |                         |            |

| General Caballero SF | 0 - 1 | Juventud            | Bernabé Pedrozo  | 30 de mayo |
| Atlántida            | 4 - 2 | Tembetary           | Flaviano Díaz    | 30 de mayo |
| Pinozá               | 0 - 2 | Recoleta            | Martín Torres    | 30 de mayo |
| Valois Rivarola      | 0 - 0 | Presidente Hayes    | Gregorio Sarubbi | 31 de mayo |
| Ameliano             | 3 - 2 | Cristóbal Colón JAS | José Tomás Silva | 31 de mayo |
| 12 de Octubre SD     | 5 - 2 | Silvio Pettirossi   | Rafael Giménez   | 31 de mayo |
| Pilcomayo            | 2 - 1 | Sport Colonial      | Agustín Báez     | 31 de mayo |
| Libre: Humaitá.      |       |                     |                  |            |

| Silvio Pettirossi      | 0 - 1 | Pilcomayo            | Bernabé Pedrozo         | 6 de junio |
| Recoleta               | 1 - 1 | 12 de Octubre SD     | Roque Battilana         | 6 de junio |
| Presidente Hayes       | 2 - 0 | General Caballero SF | Coronel Félix Cabrera   | 6 de junio |
| Humaitá                | 0 - 1 | Valois Rivarola      | Pioneros de Corumba Cué | 6 de junio |
| Cristóbal Colón JAS    | 2 - 2 | Pinozá               | Herminio Ricardo        | 7 de junio |
| Tembetary              | 1 - 3 | Ameliano             | Flaviano Díaz           | 7 de junio |
| Juventud               | 2 - 1 | Atlántida            | Juventud                | 7 de junio |
| Libre: Sport Colonial. |       |                      |                         |            |

| Atlántida               | 1 - 1 | Presidente Hayes    | Flaviano Díaz    | 12 de junio |
| Pinozá                  | 1 - 3 | Tembetary           | Roque Battilana  | 12 de junio |
| General Caballero SF    | 1 - 0 | Humaitá             | Bernabé Pedrozo  | 13 de junio |
| Ameliano                | 0 - 0 | Juventud            | José Tomás Silva | 17 de junio |
| Sport Colonial          | 2 - 3 | Silvio Pettirossi   | Juventud         | 17 de junio |
| Pilcomayo               | 1 - 0 | Recoleta            | Agustín Báez     | 17 de junio |
| 12 de Octubre SD        | 3 - 2 | Cristóbal Colón JAS | Rafael Giménez   | 17 de junio |
| Libre: Valois Rivarola. |       |                     |                  |             |

| Juventud                  | 2 - 0 | Pinozá               | Juventud                | 20 de junio |
| Presidente Hayes          | 3 - 0 | Ameliano             | Coronel Félix Cabrera   | 20 de junio |
| Humaitá                   | 1 - 1 | Atlántida            | Pioneros de Corumba Cué | 20 de junio |
| Valois Rivarola           | 1 - 0 | General Caballero SF | Gregorio Sarubbi        | 20 de junio |
| Recoleta                  | 4 - 1 | Sport Colonial       | Roque Battilana         | 21 de junio |
| Cristóbal Colón JAS       | 1 - 0 | Pilcomayo            | Herminio Ricardo        | 21 de junio |
| Tembetary                 | 2 - 3 | 12 de Octubre SD     | Agustín Báez            | 21 de junio |
| Libre: Silvio Pettirossi. |       |                      |                         |             |

| Atlántida                    | 3 - 1 | Valois Rivarola     | Flaviano Díaz    | 27 de junio |
| Sport Colonial               | 2 - 3 | Cristóbal Colón JAS | José Tomás Silva | 27 de junio |
| Silvio Pettirossi            | 0 - 2 | Recoleta            | Bernabé Pedrozo  | 27 de junio |
| Ameliano                     | 3 - 1 | Humaitá             | José Tomás Silva | 28 de junio |
| Pinozá                       | 0 - 1 | Presidente Hayes    | Roque Battilana  | 28 de junio |
| 12 de Octubre SD             | 3 - 2 | Juventud            | Rafael Giménez   | 28 de junio |
| Pilcomayo                    | 0 - 0 | Tembetary           | Agustín Báez     | 28 de junio |
| Libre: General Caballero SF. |       |                     |                  |             |

| Presidente Hayes     | 4 - 0 | 12 de Octubre SD  | Coronel Félix Cabrera   | 4 de julio |
| Cristóbal Colón JAS  | 4 - 2 | Silvio Pettirossi | Herminio Ricardo        | 5 de julio |
| Tembetary            | 0 - 1 | Sport Colonial    | Flaviano Díaz           | 5 de julio |
| Juventud             | 5 - 1 | Pilcomayo         | Juventud                | 5 de julio |
| Humaitá              | 2 - 1 | Pinozá            | Pioneros de Corumba Cué | 5 de julio |
| Valois Rivarola      | 1 - 1 | Ameliano          | Gregorio Sarubbi        | 5 de julio |
| General Caballero SF | 0 - 2 | Atlántida         | Rafael Giménez          | 5 de julio |
| Libre: Recoleta.     |       |                   |                         |            |

| Ameliano          | 3 - 2 | General Caballero SF | José Tomás Silva | 13 de julio |
| Pilcomayo         | 2 - 1 | Presidente Hayes     | Agustín Báez     | 13 de julio |
| Silvio Pettirossi | 2 - 2 | Tembetary            | Bernabé Pedrozo  | 13 de julio |
| Recoleta          | 3 - 2 | Cristóbal Colón JAS  | Roque Battilana  | 13 de julio |
| Pinozá            | 1 - 2 | Valois Rivarola      | Roque Battilana  | 22 de julio |
| 12 de Octubre SD  | 3 - 2 | Humaitá              | Rafael Giménez   | 22 de julio |
| Sport Colonial    | 0 - 3 | Juventud             | José Tomás Silva | 22 de julio |
| Libre: Atlántida. |       |                      |                  |             |

| Presidente Hayes            | 2 - 1 | Sport Colonial    | Coronel Félix Cabrera   | 18 de julio |
| Atlántida                   | 1 - 1 | Ameliano          | Flaviano Díaz           | 18 de julio |
| General Caballero SF        | 1 - 2 | Pinozá            | Bernabé Pedrozo         | 18 de julio |
| Juventud                    | 2 - 2 | Silvio Pettirossi | Juventud                | 19 de julio |
| Humaitá                     | 2 - 1 | Pilcomayo         | Pioneros de Corumba Cué | 19 de julio |
| Valois Rivarola             | 1 - 1 | 12 de Octubre SD  | Gregorio Sarubbi        | 19 de julio |
| Tembetary                   | 1 - 4 | Recoleta          | Dr. Rubén Ramírez       | 19 de julio |
| Libre: Cristóbal Colón JAS. |       |                   |                         |             |

| Cristóbal Colón JAS | 2 - 1 | Tembetary            | Herminio Ricardo      | 25 de julio |
| Pinozá              | 0 - 1 | Atlántida            | Coronel Félix Cabrera | 25 de julio |
| 12 de Octubre SD    | 4 - 3 | General Caballero SF | Rafael Giménez        | 25 de julio |
| Pilcomayo           | 1 - 1 | Valois Rivarola      | Agustín Báez          | 25 de julio |
| Sport Colonial      | 1 - 1 | Humaitá              | Bernabé Pedrozo       | 25 de julio |
| Silvio Pettirossi   | 1 - 1 | Presidente Hayes     | Bernabé Pedrozo       | 25 de julio |
| Recoleta            | 0 - 0 | Juventud             | Roque Battilana       | 25 de julio |
| Libre: Ameliano.    |       |                      |                       |             |

| Juventud             | 0 - 0 | Cristóbal Colón JAS | Juventud                | 2 de agosto |
| Presidente Hayes     | 1 - 0 | Recoleta            | Coronel Félix Cabrera   | 2 de agosto |
| Humaitá              | 3 - 2 | Silvio Pettirossi   | Pioneros de Corumba Cué | 2 de agosto |
| Valois Rivarola      | 5 - 1 | Sport Colonial      | Gregorio Sarubbi        | 2 de agosto |
| General Caballero SF | 1 - 0 | Pilcomayo           | Rafael Giménez          | 2 de agosto |
| Atlántida            | 0 - 0 | 12 de Octubre SD    | Flaviano Díaz           | 2 de agosto |
| Ameliano             | 5 - 0 | Pinozá              | José Tomás Silva        | 2 de agosto |
| Libre: Tembetary.    |       |                     |                         |             |

| Sport Colonial        | 2 - 2 | General Caballero SF | Coronel Félix Cabrera | 8 de agosto |
| 12 de Octubre SD      | 2 - 0 | Ameliano             | Rafael Giménez        | 9 de agosto |
| Pilcomayo             | 0 - 1 | Atlántida            | Agustín Báez          | 9 de agosto |
| Silvio Pettirossi     | 1 - 1 | Valois Rivarola      | Bernabé Pedrozo       | 9 de agosto |
| Recoleta              | 2 - 1 | Humaitá              | Roque Battilana       | 9 de agosto |
| Cristóbal Colón (JAS) | 1 - 2 | Presidente Hayes     | Herminio Ricardo      | 9 de agosto |
| Tembetary             | 0 - 4 | Juventud             | Andrés Rodríguez      | 9 de agosto |
| Libre: Pinozá.        |       |                      |                       |             |

| Presidente Hayes     | 2 - 1 | Tembetary           | Coronel Félix Cabrera   | 16 de agosto |
| Valois Rivarola      | 0 - 1 | Recoleta            | Gregorio Sarubbi        | 16 de agosto |
| General Caballero SF | 3 - 4 | Silvio Pettirossi   | Rafael Giménez          | 16 de agosto |
| Atlántida            | 3 - 1 | Sport Colonial      | Flaviano Díaz           | 16 de agosto |
| Ameliano             | 3 - 1 | Pilcomayo           | José Tomás Silva        | 16 de agosto |
| Pinozá               | 1 - 2 | 12 de Octubre SD    | Roque Battilana         | 16 de agosto |
| Humaitá              | 0 - 2 | Cristóbal Colón JAS | Pioneros de Corumba Cué | 16 de agosto |
| Libre: Juventud.     |       |                     |                         |              |

### Desempate por el sexto puesto
| Juventud | 0 - 1 | Cristóbal Colón JAS | Roque Battilana | 19 de agosto |

## Segunda fase
|  | Cuartos de final       | Cuartos de final | Cuartos de final |       |                  | Semifinales | Semifinales | Semifinales |  |  | Final    | Final | Final |
|  |                        |                  |                  |       |                  |             |             |             |  |  |          |       |       |
|  |                        |                  |                  |       |                  |             |             |             |  |  |          |       |       |
|  | 8º Valois Rivarola     | 1                | 1                |       |                  |             |             |             |  |  |          |       |       |
|  | 1º 12 de Octubre SD    | 2                | 0                |       |                  |             |             |             |  |  |          |       |       |
|  | 1º 12 de Octubre SD    | 2                | 0                |       | 12 de Octubre SD | 1           | 0           |             |  |  |          |       |       |
|  |                        |                  |                  |       | 12 de Octubre SD | 1           | 0           |             |  |  |          |       |       |
|  |                        | Ameliano         | 5                | 2     |                  |             |             |             |  |  |          |       |       |
|  | 5º Ameliano            | Ameliano         | 5                | 2     | 3                | 1           |             |             |  |  |          |       |       |
|  | 5º Ameliano            |                  |                  |       | 3                | 1           |             |             |  |  |          |       |       |
|  | 4º Atlántida           | 1                | 1                |       |                  |             |             |             |  |  |          |       |       |
|  |                        |                  |                  |       |                  |             |             |             |  |  | Ameliano | 2     | 1 (2) |
|  |                        |                  | Recoleta         | 2     | 1 (4)            |             |             |             |  |  |          |       |       |
|  | 7º Juventud            | 0                | 0                |       |                  |             |             |             |  |  |          |       |       |
|  | 2º Presidente Hayes    | 1                | 2                |       |                  |             |             |             |  |  |          |       |       |
|  | 2º Presidente Hayes    | 1                | 2                |       | Presidente Hayes | 2           | 0 (3)       |             |  |  |          |       |       |
|  |                        |                  |                  |       | Presidente Hayes | 2           | 0 (3)       |             |  |  |          |       |       |
|  |                        | Recoleta         | 2                | 0 (4) |                  |             |             |             |  |  |          |       |       |
|  | 6º Cristóbal Colón JAS | Recoleta         | 2                | 0 (4) | 1                | 1           |             |             |  |  |          |       |       |
|  | 6º Cristóbal Colón JAS |                  |                  |       | 1                | 1           |             |             |  |  |          |       |       |
|  | 3º Recoleta            | 0                | 4                |       |                  |             |             |             |  |  |          |       |       |

- Nota: Los cuatro primeros clasificados de la primera fase tienen ventaja deportiva en los cuartos de final, 12 de Octubre SD avanzó a semifinales por esta ventaja. Para las semifinales se realizó un sorteo para armar las llaves.

### Cuartos de final
Los clubes clasificados en la primera fase del campeonato del 1º al 4º lugar definirán la eliminatoria de local y en el caso de que se de empate en puntos y goles tienen ventaja deportiva y clasificarán a semifinales
| 23 de agosto de 2015 | Valois Rivarola   | 1:2     | 12 de Octubre SD                    | Estadio Gregorio Sarubbi, Asunción                       |                                                          |
|                      | Ángel Benítez 66' | Reporte | Juan Ortiz 28' · José Caballero 60' | Asistencia: 192 espectadores Árbitro(s): Óscar Velázquez | Asistencia: 192 espectadores Árbitro(s): Óscar Velázquez |

| 30 de agosto de 2015 | 12 de Octubre SD | 0:1 | Valois Rivarola    | Estadio Rafael Giménez, Asunción                         |                                                          |
|                      |                  |     | Jorge Chamorro 57' | Asistencia: 263 espectadores Árbitro(s): Víctor Martínez | Asistencia: 263 espectadores Árbitro(s): Víctor Martínez |

| 23 de agosto de 2015 | Ameliano                                       | 3:1 | Atlántida              | Estadio José Tomás Silva, Asunción                   |                                                      |
|                      | José Thompson 16' · Marcos Caballero 47' 90+4' |     | Sebastián Martínez 87' | Asistencia: 177 espectadores Árbitro(s): David Ojeda | Asistencia: 177 espectadores Árbitro(s): David Ojeda |

| 30 de agosto de 2015 | Atlántida               | 1:1 | Ameliano            | Estadio Flaviano Díaz, Asunción                       |                                                       |
|                      | Enzo Galeano 12' (pen.) |     | Marco Caballero 24' | Asistencia: 221 espectadores Árbitro(s): Denis Ortega | Asistencia: 221 espectadores Árbitro(s): Denis Ortega |

| 23 de agosto de 2015 | Juventud | 0:1 | Presidente Hayes  | Estadio Juventud, Asunción                                   |                                                              |
|                      |          |     | Junior Vargas 31' | Asistencia: 146 espectadores Árbitro(s): Blas Antonio Romero | Asistencia: 146 espectadores Árbitro(s): Blas Antonio Romero |

| 30 de agosto de 2015 | Presidente Hayes                     | 2:0 | Juventud | Estadio Coronel Félix Cabrera, Asunción                       |                                                               |
|                      | Junior Vargas 12' · Óscar Morlas 58' |     |          | Asistencia: 300 espectadores Árbitro(s): Giancarlos Juliadoza | Asistencia: 300 espectadores Árbitro(s): Giancarlos Juliadoza |

| 23 de agosto de 2015 | Cristóbal Colón JAS      | 1:0 | Recoleta | Estadio Herminio Ricardo, J. Augusto Saldívar        |                                                      |
|                      | Mario Ricardo 50' (pen.) |     |          | Asistencia: 189 espectadores Árbitro(s): Juan Franco | Asistencia: 189 espectadores Árbitro(s): Juan Franco |

| 30 de agosto de 2015 | Recoleta                                     | 4:1 | Cristóbal Colón JAS      | Estadio Roque Battilana, Asunción                       |                                                         |
|                      | Pablo Garay 50' 88' · Óscar Basualdo 64' 81' |     | Mario Ricardo 62' (pen.) | Asistencia: 415 espectadores Árbitro(s): Fernando López | Asistencia: 415 espectadores Árbitro(s): Fernando López |

### Semifinal
Para estos enfrentamientos se realizó un sorteo, a partir de esta etapa ya no se tiene en cuenta la ventaja deportiva, para definir las llaves, solamente los mejores de la primera fase definen de local.
| 6 de setiembre de 2015 | Ameliano                                                                             | 5:1     | 12 de Octubre SD | Estadio José Tomás Silva, Asunción                       |                                                          |
|                        | Mario Cáceres 10' 85' · Marco Caballero 36' · Marcial Aquino 43' · José Thompson 61' | Reporte | Ángel Vera 57'   | Asistencia: 636 espectadores Árbitro(s): Gustavo Gamarra | Asistencia: 636 espectadores Árbitro(s): Gustavo Gamarra |

| 13 de setiembre de 2015 | 12 de Octubre SD | 0:2     | Ameliano            | Estadio Rafael Giménez, Asunción                      |                                                       |
|                         |                  | Reporte | Ángel Gómez 30' 88' | Asistencia: 688 espectadores Árbitro(s): Arthur Afara | Asistencia: 688 espectadores Árbitro(s): Arthur Afara |

| 6 de septiembre de 2015 | Recoleta                                        | 2:2 | Presidente Hayes                         | Estadio Roque Battilana, Asunción                     |                                                       |
|                         | Ronald Sanabria 16' (pen.) · Eduardo Aranda 35' |     | Atilio Fernández 11' · Júnior Vargas 77' | Asistencia: 388 espectadores Árbitro(s): Arthur Afara | Asistencia: 388 espectadores Árbitro(s): Arthur Afara |

| 13 de septiembre de 2015 | Presidente Hayes                                                                 | 0:0 (3:4 p.)               | Recoleta                                                      | Estadio Coronel Félix Cabrera, Asunción                 |  |
|                          |                                                                                  |                            |                                                               | Asistencia: 1140 espectadores Árbitro(s): Víctor Robles |  |
|                          |                                                                                  | Tiros desde el punto penal |                                                               |                                                         |  |
|                          | Junior Ayala · Inocencio Zárate · Óscar Morlas · Willian Candia · Horacio Almada |                            | Óscar Basualdo · Pablo Garay · José Salgado · Guillermo Pesoa |                                                         |  |

### Finales
Los clubes que llegan a esta instancia ya han obtenido el ascenso a la Primera División B. Las finales son a partidos de ida y vuelta.
| 20 de septiembre de 2015 | Ameliano                                | 2:2     | Recoleta                               | Estadio José Tomás Silva, Asunción                         |                                                            |
|                          | José Thompson 49' · Marco Caballero 57' | Reporte | Roberto Acuña 18' · Óscar Basualdo 83' | Asistencia: 485 espectadores Árbitro(s): Gustavo Domínguez | Asistencia: 485 espectadores Árbitro(s): Gustavo Domínguez |

| 27 de septiembre de 2015 | Recoleta                                                                        | 1:1 (4:2 p.)               | Ameliano                                                        | Estadio Roque Battilana, Asunción                            |                                                              |
|                          | Pablo Garay 55'                                                                 | Reporte                    | Mario Cáceres 49' (pen.)                                        | Asistencia: 500 espectadores Árbitro(s): Blas Antonio Romero | Asistencia: 500 espectadores Árbitro(s): Blas Antonio Romero |
|                          |                                                                                 | Tiros desde el punto penal |                                                                 |                                                              |                                                              |
|                          | Oscar Basualdo · Ronald Sanabria · Pablo Garay · Guillermo Pesoa · José Salgado |                            | Mario Cáceres · Marcial Aquino · Luis Achar · Arturo Contrera · |                                                              |                                                              |

## Campeón
| Recoleta 1º título |

## Puntaje promedio
El promedio de puntos de un club es el cociente que se obtiene de la división de su puntaje acumulado en las últimas tres temporadas en la división, por la cantidad de partidos que haya jugado durante dicho período. Este determina, al final de cada temporada, al equipo que será desprogramado por una temporada.
- Actualizado el 17 de agosto de 2015.

| Pos | Club                 | Prom  | PT | PJ | 2013 | 2014 | 2015 |
| --- | -------------------- | ----- | -- | -- | ---- | ---- | ---- |
| 1º  | Presidente Hayes     | 2,142 | 30 | 14 | -    | -    | 30   |
| 2º  | Atlántida            | 2,000 | 28 | 14 | -    | -    | 28   |
| 3º  | Cristóbal Colón JAS  | 1,825 | 73 | 40 | 17   | 30   | 26   |
| 4º  | Ameliano             | 1,725 | 69 | 40 | 17   | 25   | 27   |
| 5º  | 12 de Octubre SD     | 1,678 | 47 | 28 | -    | 14   | 33   |
| 6º  | Valois Rivarola      | 1,428 | 60 | 42 | 20   | 17   | 23   |
| 7º  | Pilcomayo            | 1,275 | 51 | 40 | 15   | 21   | 15   |
| 8º  | Recoleta             | 1,275 | 51 | 40 | 10   | 12   | 29   |
| 9º  | Pinozá               | 1,150 | 46 | 40 | 19   | 16   | 11   |
| 10º | Silvio Pettirossi    | 1,142 | 48 | 42 | 20   | 18   | 10   |
| 11º | Tembetary            | 1,095 | 46 | 42 | 17   | 22   | 7    |
| 12º | Humaitá              | 1,071 | 45 | 42 | 14   | 18   | 13   |
| 13º | Juventud             | 1,000 | 42 | 42 | 6    | 10   | 26   |
| 14º | Sport Colonial       | 0,642 | 18 | 28 | -    | 13   | 5    |
| 15º | General Caballero SF | 0,571 | 8  | 14 | -    | -    | 8    |

 Pos=Posición; Prom=Promedio; PT=Puntaje total; PJ=Partidos jugados
|  | Desprogramado por un año. |